# Ecclisocosmoecus scylla
Ecclisocosmoecus scylla is een schietmot uit de familie Limnephilidae. De soort komt voor in het Nearctisch gebied.